# Vjačeslav Alexandrovič Alexandrov
Vjačeslav Alexandrovič Alexandrov (rusky Александров, Вячеслав Александрович (4. dubna 1968 Orenburg - 7. ledna 1988, Afghánistán) byl sovětský voják, střelec, který zahynul 7. ledna 1988 v bitvě o kótu 3234. Výnosem Prezídia Nejvyššího Sovětu Sovětského svazu z 28. června 1988 obdržel mladší seržant V. A. Alexandrov titul Hrdiny Sovětského Svazu in memoriam.